# Albert Fish (Band)
Albert Fish ist eine portugiesische Punkrock-Band aus Lissabon.

## Geschichte
Die Band wurde 1995 in Lissabon gegründet. Nach einigen Demotapes und Konzerten in den 1990er Jahren veröffentlichten sie 2001 eine erste Demo-CD, bevor sie 2002 ihr erstes offizielles Album herausbrachten. Die Strongly Recommended betitelte CD beinhaltete 9 Stücke, darunter das deutlich antifaschistische Sindelar, das vom österreichischen Fußballer Matthias Sindelar (1903–1939) handelt, der sich den Nationalsozialisten widersetzt hatte.
2003 begleitete die Gruppe die britischen The Varukers auf deren Tour durch Portugal und Galicien, um im Anschluss selbst durch Europa zu touren, so durch Spanien, Italien, Deutschland, Ungarn und die Niederlande. Auch auf internationalen Punkfestivals traten sie auf, etwa 2003 beim Festival Faísca in Galicien, mit Banda Bassotti, Inadaptats u. a., 2005 beim II. Urban Beast Festival im spanischen Ciudad Real, u. a. mit Los Fastidios, Brigada Flores Magon, Malas Cartas, und Opció K-95, oder auf dem Dinamo Punk Rock Fest 2009 im ungarischen Komárom, u. a. mit Bands wie Sham 69 und No Fun at All.
2006 erschien ihre Split-CD mit der brasilianischen Oi!-Band Garotos Podres, mit denen sie bereits in Portugal zusammen gespielt hatten, und mit denen sie nach der gemeinsamen CD-Veröffentlichung auf eine Brasilien-Tour gingen. Nach einer Reihe Samplerbeiträgen veröffentlichten sie 2009 ihr zweites Album, News from the front. 2010 erschien eine Split-CD mit der Oi!/Streetpunk-Band Blind Alley Boys aus Coimbra. Von ihren sechs darauf vertretenen Stücken waren drei Coversongs, eines der portugiesischen Mod-Band Opinião Pública (Puto da Rua), der Lissabonner Punkband Crise Total (Autista), und des Kortatu-Stückes Mierda de Ciudad, einer Version des The Business-Stückes Drinking & Driving.
Albert Fish spielten in Portugal mit einer Reihe internationaler Punk-/Streetpunk-Bands, darunter Deadline und Klasse Kriminale (2006), und The Casualties (2010).
Die Band benannte sich nach dem US-amerikanischen Mörder Albert Fish (1870–1936) und singt überwiegend in Englisch und nur selten in Portugiesisch.

## Diskografie
- 1997: Six Pack (Kassette)
- 2001: Albert Fish (Demo-CD-R, 2011 als 7")
- 2002: Strongly Recommended (CD)
- 2006: Garotos Podres & Albert Fish (Split-CD)
- 2009: News from the Front (CD)
- 2010: Blind Alley Dogs & Albert Fish - Friendship (Split-CD)
- 2011: Last Days (7"-Single)
- 2011: Rotten Love  (one-sided 7")
- 2011: We Don't Eat Children For Breakfast (7"-Single)
- 2011: LBN Punx (7"-Single)
- 2011: Couvers (Split-7" mit Acromaníacos, 2016 wiederveröffentlicht)
- 2012: We Stand Together (Split-7"EP mit Klasse Kriminale)
- 2012: City Rats (7"EP)
- 2012: Take A Break With... (7"-Single)
- 2013: Albert Fish Vs. Grito! (Split-7"EP)
- 2013: Albert Fish Vs Belfegoi (Split-CD)
- 2015: Crise Total / Albert Fish (Split-7"EP)
- 2015: Peste & Sida / Albert Fish (Split-12"EP)
- 2015: The 20th Anniversary Tape (CD und Kassette)
- 2016: Albert Fish / 53A  (Split-7"EP)
- 2017: Albert Fish / Booby Trap (Split-7"EP)
- 2017: Fuck S.P.A. (one-sided Split-7" mit Booby Trap)
- 2018: Albert Fish / Crucial Change (Split-7"EP)
- 2019: Ao Vivo Em Faro (Live, CDr)
- 2020: Live Ericeira (CD)
- 2020: Strongly Not Recommended (Neuaufnahme, CD und LP)
- 2021: Disgraça (Split-7"EP mit Simbiose)
- 2021: The Clash / Albert Fish (Split-7")
- 2024: Save The Planet, Kill Yourself (CD, LP und Kassette)